# Culex dyius
Culex dyius är en tvåvingeart som beskrevs av Francis Metcalf Root 1927. Culex dyius ingår i släktet Culex och familjen stickmyggor. Inga underarter finns listade i Catalogue of Life.